# 春日萌花のモカラジ!
春日萌花のモカラジ！（はるひもえかのもからじ）は、HBCラジオで放送されていたラジオ番組。ラジプロ!のフロート番組。

## 概要
土曜日26:00〜27:00で放送されているラジオ番組で、ラジプロ!のフロート番組。女子プロレスラーで気象予報士の春日萌花がパーソナリティーを務めるトーク番組。主に春日萌花が気になったニュースや日々の出来事、アニメの話題について話す。番組内では自信を貝姫と自称する。出身地がリヒテンシュタイン公国となっているのもこの番組のトークから発生したもの。しばしば、春日本人の失敗談や過去の恥ずかしい話を披露する。過去にはメールやFAXが紹介されていたが、最近は春日萌花がしゃべり倒すために紹介時間がとれない。春日がMCを務めるFM NACK5「FANTASY RADIO」の土曜放送への移行に伴いラジプロが裏番組となるため2021年3月をもって終了。
前番組は『ジャスミンなティータイム』。

## 過去のコーナー
- 助けてー（老人と子供のポルカをグレート小鹿とカバーした事で生まれたコーナー）
- 桃色相談室